# Les Thilliers-en-Vexin
 Les Thilliers-en-Vexin  là một xã thuộc tỉnh Eure trong vùng Normandie miền bắc nước Pháp.